# Тишина (община)
Община Тишина (словен. Občina Tišina) — одна з общин Словенії. Адміністративним центром є місто Тишина.

## Населення
У 2011 році в общині проживало 4158 осіб, 2053 чоловіків і 2105 жінок. Чисельність економічно активного населення (за місцем проживання), 1568 осіб. Середня щомісячна чиста заробітна плата одного працівника (EUR), 946.05 (в середньому по Словенії 987.39). Приблизно кожен другий житель у громаді має автомобіль (51 автомобілі на 100 жителів). Середній вік жителів склав 41,9 роки (в середньому по Словенії 41.8). 